# Clacy-et-Thierret
Clacy-et-Thierret ist eine französische Gemeinde mit 294 Einwohnern (Stand 1. Januar 2022) im Département Aisne in der Region Hauts-de-France; sie gehört zum Arrondissement Laon und zum Kanton Laon-1.

## Geografie
Die Gemeinde Clacy-et-Thierret liegt am Nordostrand des Höhenzuges Chemin des Dames, drei Kilometer südwestlich von Laon. Das Gebiet wird vom Bach Sart Labbé durchquert. Nachbargemeinden von Clac<-et-Thierret sind Laon im Nordosten und Osten, Chivy-lès-Étouvelles im Südosten, Mons-en-Laonnois im Süden, Laniscourt im Westen sowie Molinchart im Nordwesten.

## Bevölkerungsentwicklung
| Jahr                       | 1962 | 1968 | 1975 | 1982 | 1990 | 1999 | 2011 | 2021 |
| -------------------------- | ---- | ---- | ---- | ---- | ---- | ---- | ---- | ---- |
| Einwohner                  | 261  | 360  | 372  | 342  | 359  | 304  | 341  | 300  |
| Quellen: Cassini und INSEE |      |      |      |      |      |      |      |      |

## Sehenswürdigkeiten

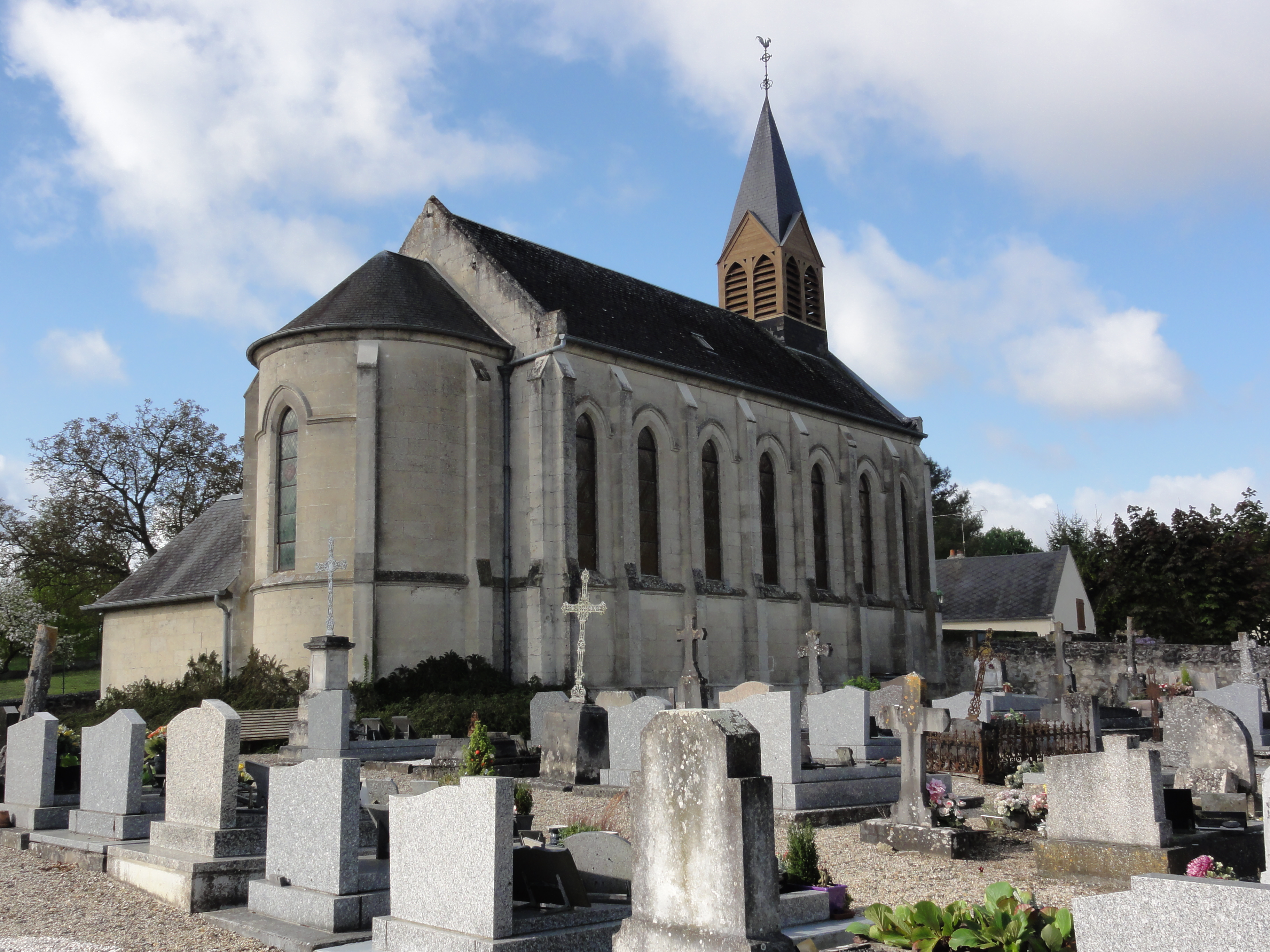
Kirche Saint-Jacques
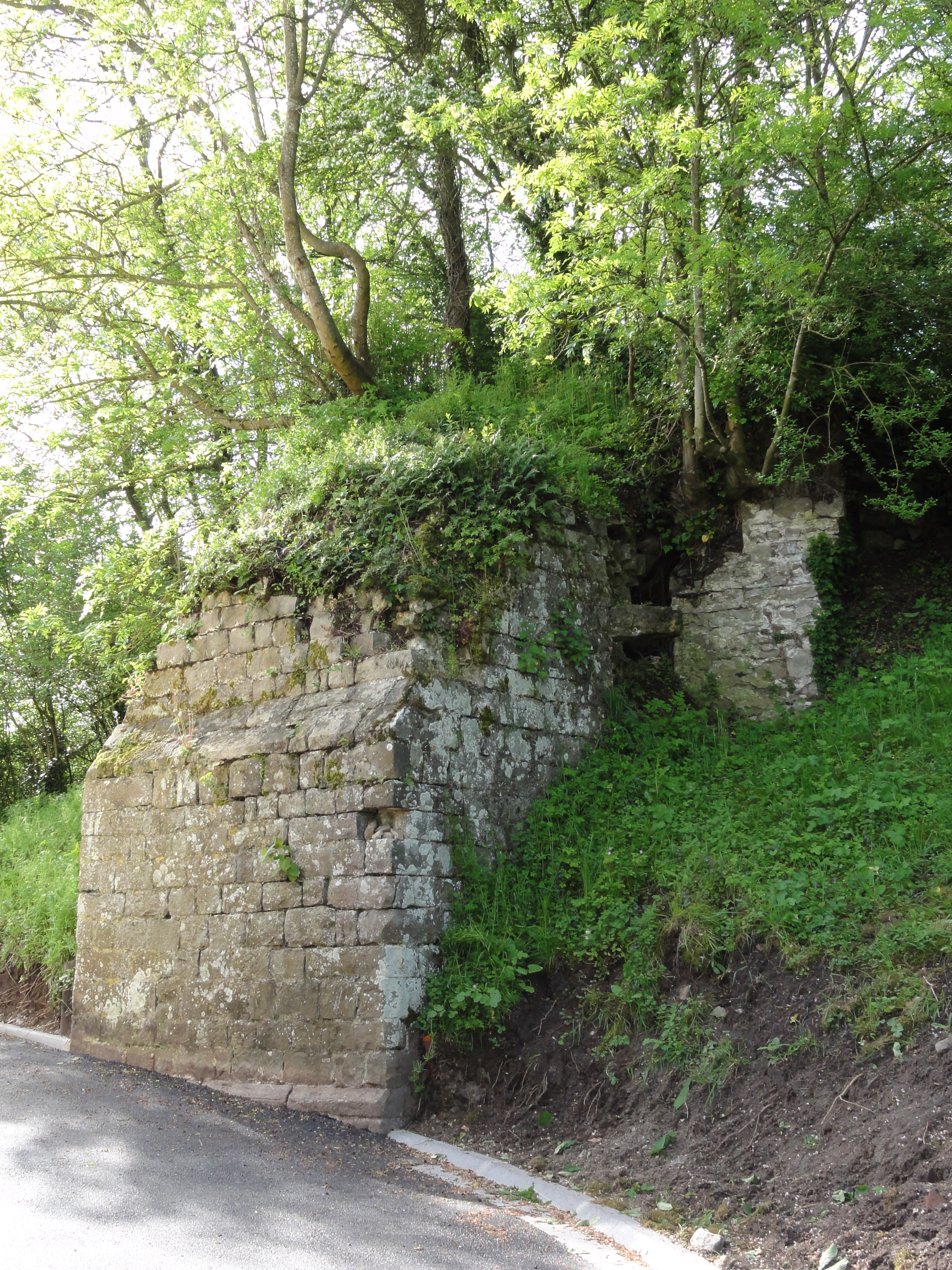
Reste einer Turmhügelburg
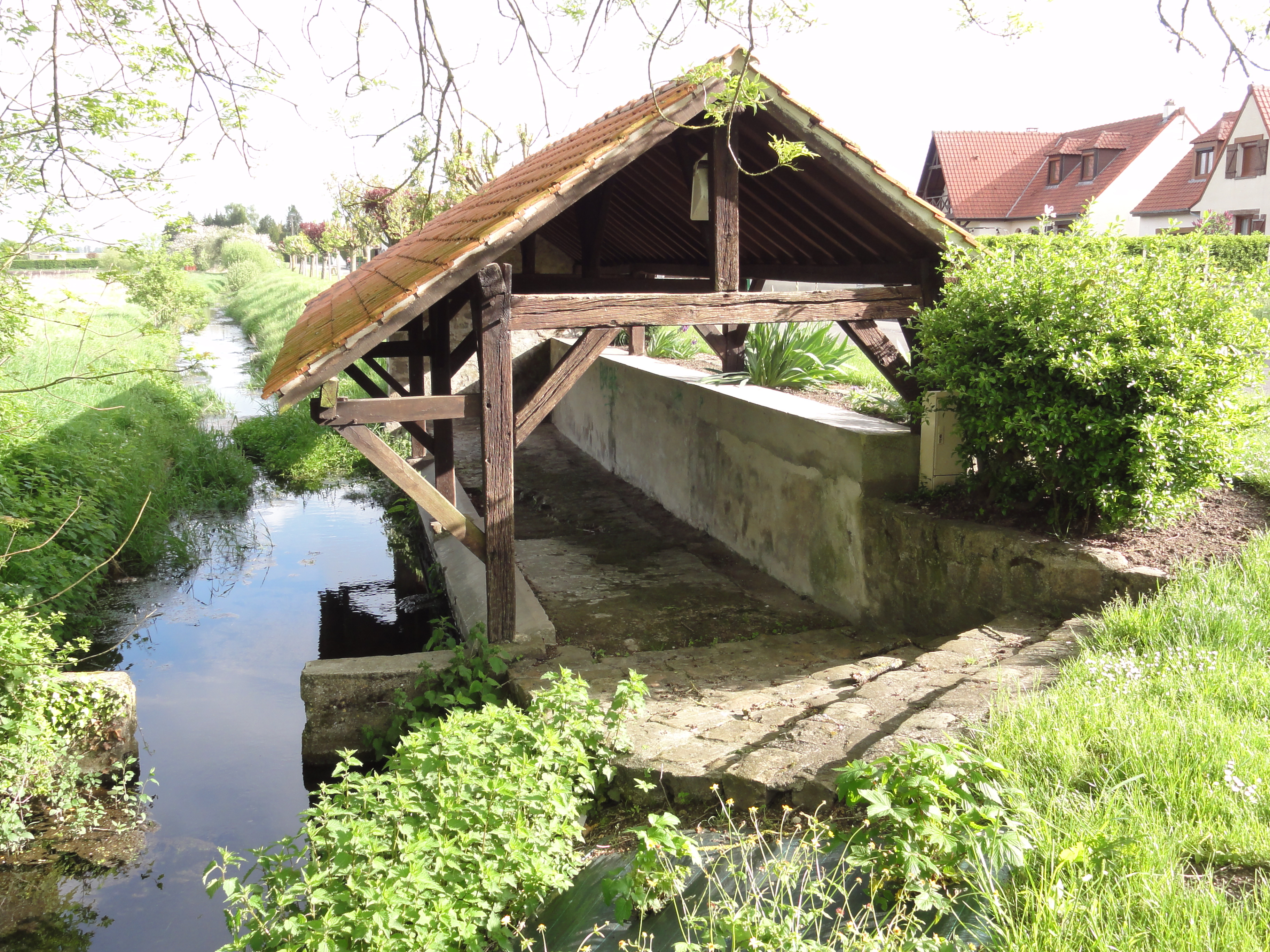
Lavoir
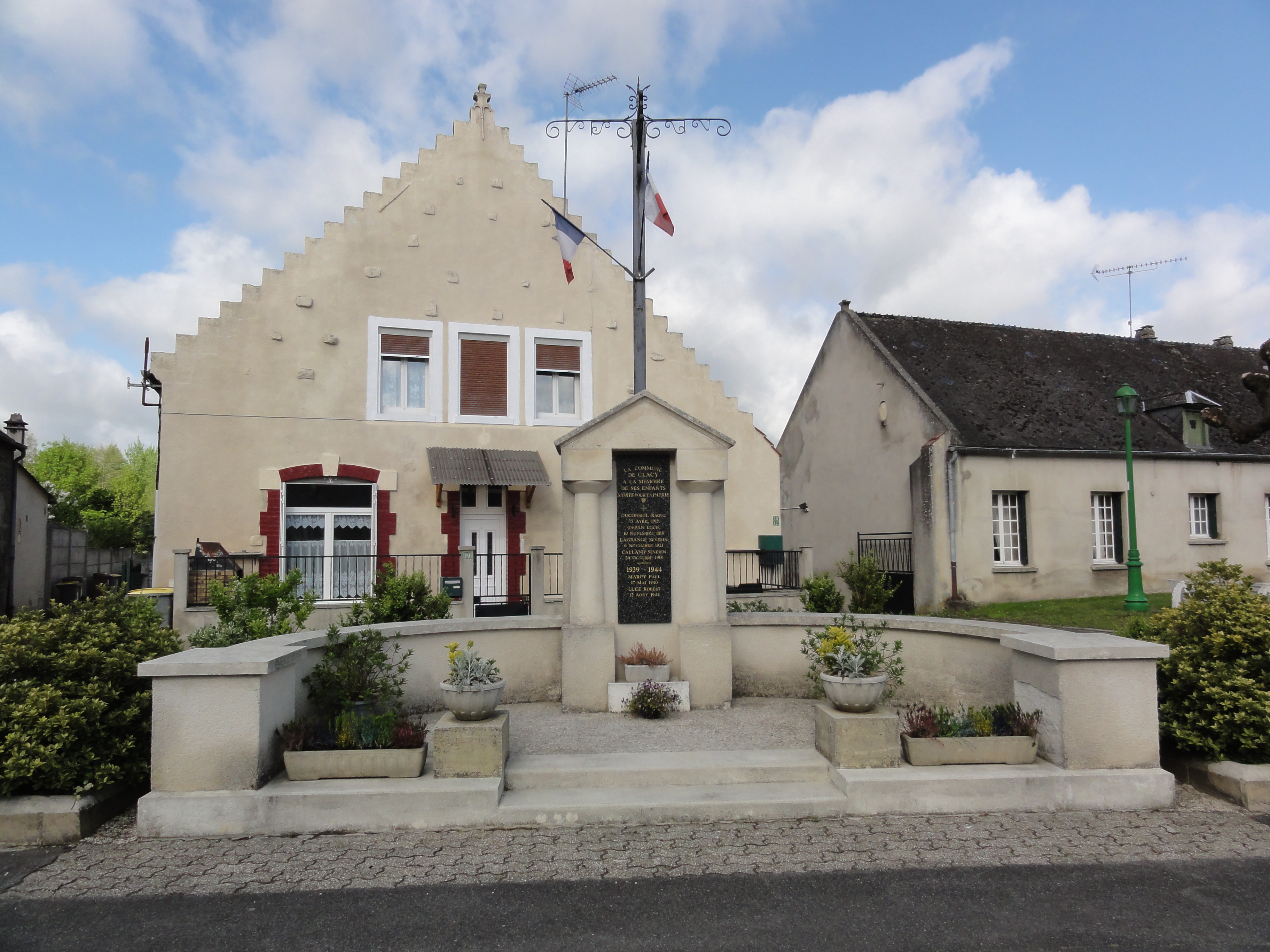
Gefallenendenkmal

- Kirche Saint-Jacques
- Reste einer Turmhügelburg
- Lavoir
- Gefallenendenkmal

## Persönlichkeiten
- Yannick Jadot (* 1967), Politiker